# Radioécouteur
« SWL » redirige ici. Pour les autres significations, voir SWL (homonymie).
Un radioécouteur désigné aussi par SWL (pour Short Waves Listener) est un passionné qui écoute les transmissions par ondes radioélectriques au moyen d'un récepteur radio approprié et d'une antenne dédiée aux bandes qu'il désire écouter : l'aviation donc (VOLMET, ATIS, bandes aéronautiques), la radiodiffusion (bande FM, ondes courtes, onde moyenne et onde longue), les radioamateurs, les satellites, les bandes marines, les astres, les agences de presse, la météorologie, etc.
Généralement, ce passionné s'intéresse également aux techniques de réception, aux antennes, à la propagation ionosphérique, au matériel en général, et passe beaucoup de temps (souvent la nuit) à écouter la radio.

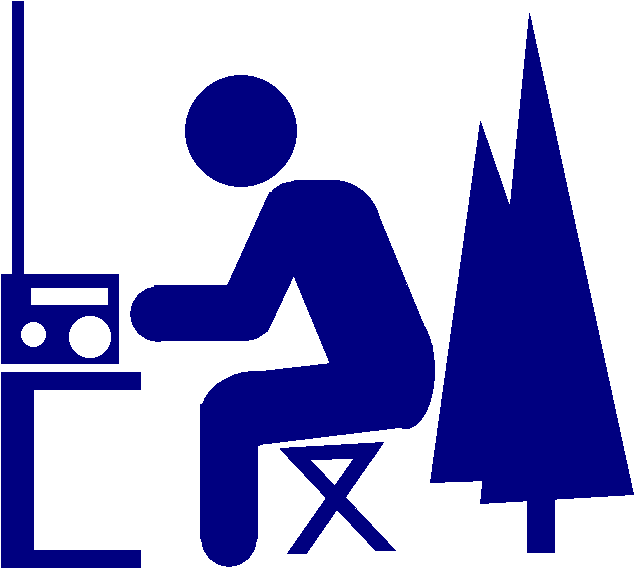
Logo SWL radioécouteur.

## Historique

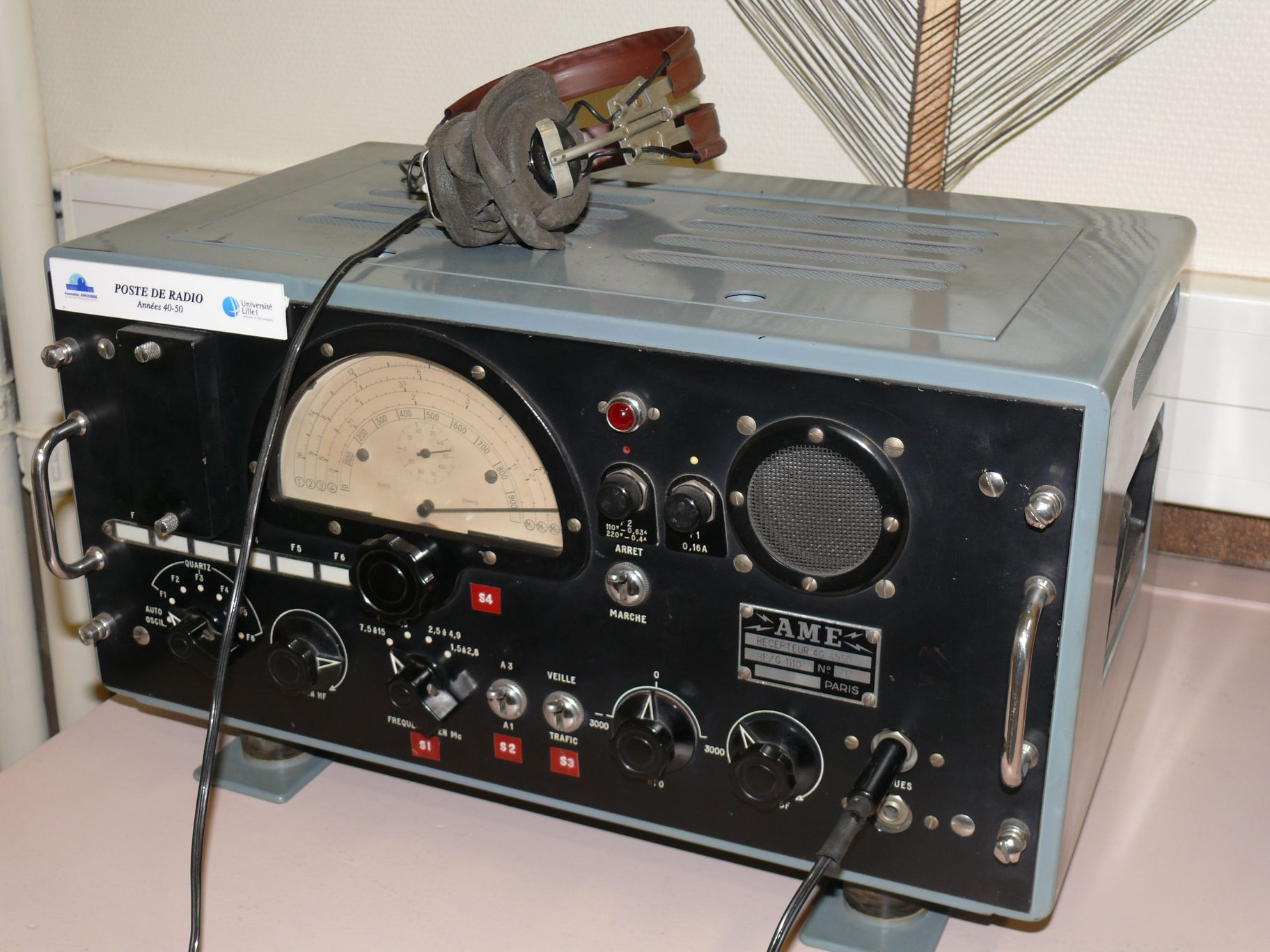
Radio ondes courtes 1940.

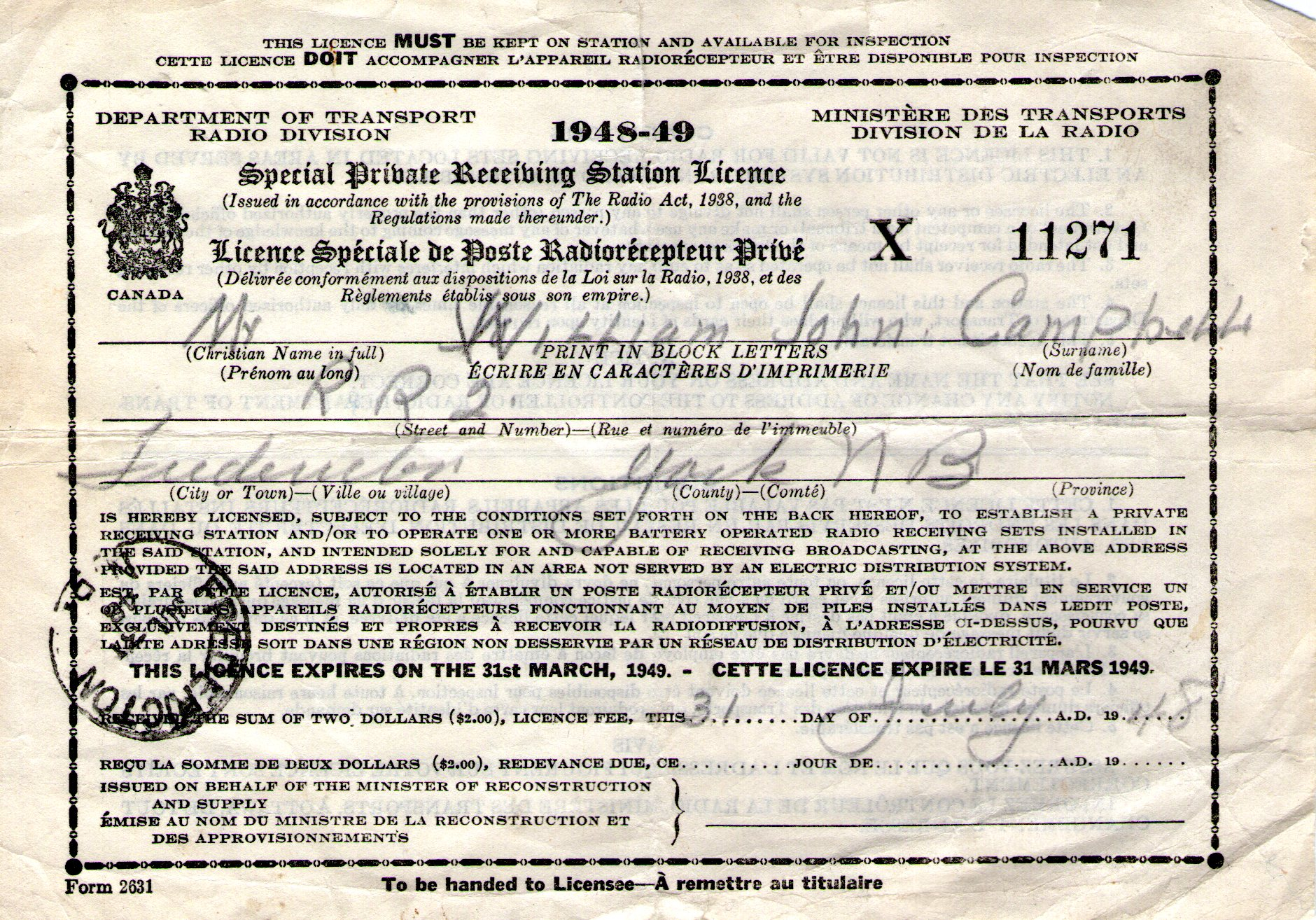
Licence de radioécouteur 1949.

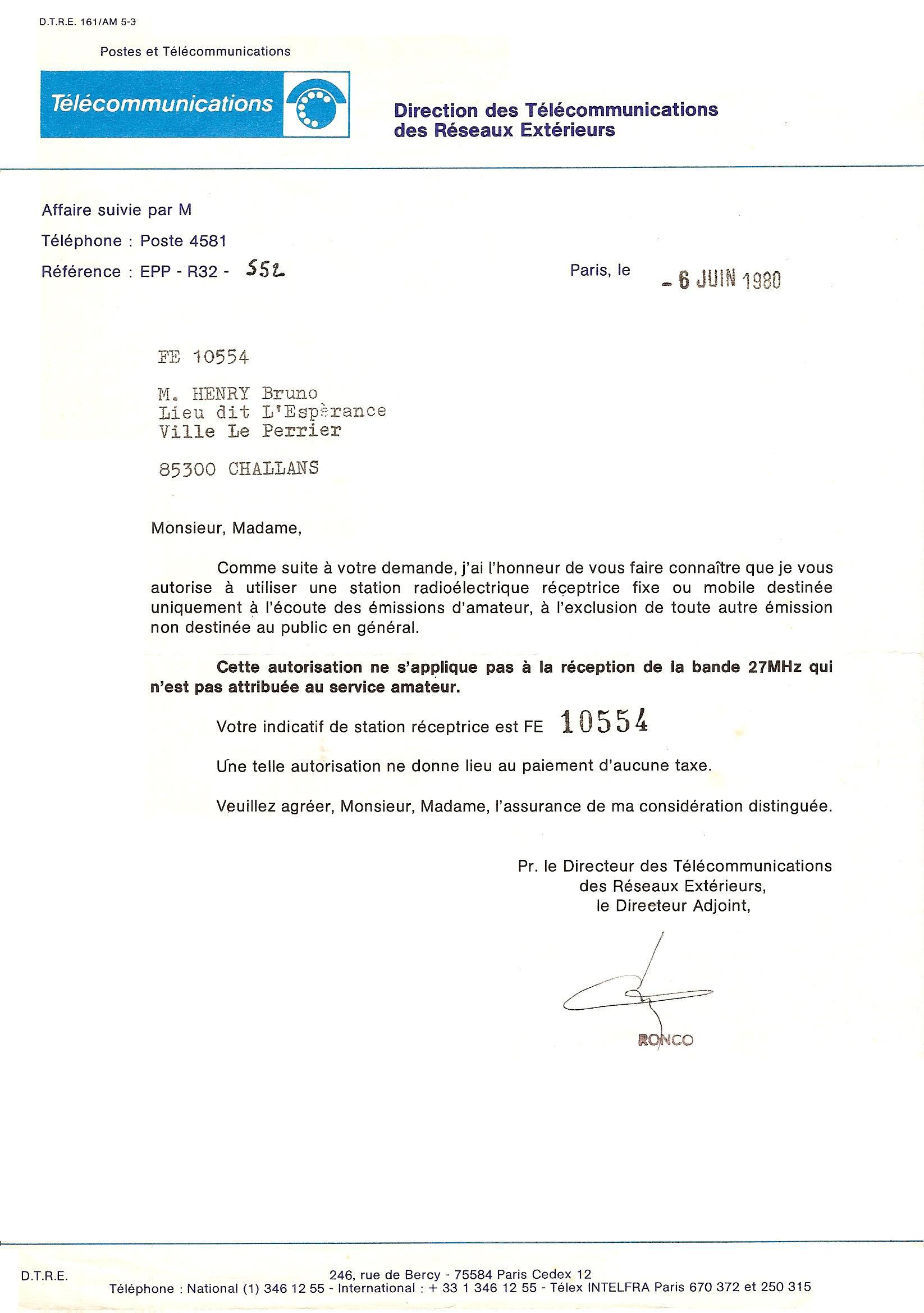
Une ancienne autorisation à utiliser une station radioélectrique d'écoute des émissions de radioamateur datant de 1980.

- La demande pour une station privée de TSF était faite au directeur des postes du département où habite le radioécouteur de TSF[1].
- Dès le début du XXe siècle, les stations de radioécouteur de Télégraphie sans fil à poste à galène effectuaient des écoutes radiotélégraphiques dans la bande d'amateurs, des signaux de la tour Eiffel, des premières bandes de TSF.
- Le 5 mars 1907 parut le décret qui classait les stations radiotélégraphiques en catégories et prévoyait des autorisations accordées par l'administration des PTT pour l'installation des stations privées et l'installation des stations temporaires.
- En 1907, Camille Tissot conçoit, avec F. Pellin, un récepteur à galène sans réglage fastidieux pour recevoir les signaux radioélectriques.
- 1908 : l'Union des Sociétés de TSF de France est fondée.
- 1912 : durant la tragédie du Titanic, le radioécouteur David Sarnoff avec une station Marconi située sur le toit du magasin Wanamaker à New York reçoit les messages à 2 500 km de distance entre la station Cape Race et les navires participant aux opérations de recherche et de sauvetage coordonnées. Pendant trois jours, depuis New York, pour The New York Times (pour la Presse écrite), David Sarnoff relaiera les messages reçus.
- 1914 : en France, quelques amateurs de TSF (radioamateurs) de la Société de TSF française à Juvisy-sur-Orge éditent la revue « TSF » le 9 avril 1914. Quatre mois après, quelques dizaines d'amateurs de TSF étaient membres de la Société de TSF.
- 1917 : En France : Les postes de réception horaires ou météorologiques, dont la concession est sollicitée par des citoyens français, sont autorisés par le chef du service local des PTT, sur demande de l'intéressé. Les postes de réception horaires ou météorologiques ne donnent lieu qu’à la perception d'un droit, fixé à 5 francs par an et par poste. En temps de guerre, tous les postes privés radioélectriques, sauf ceux utilisés par ou pour le compte des autorités militaires, doivent être supprimés[2].
- 1923 : En France : Arrive l’arrêté des redevances concernant la réception[3] et le service concernant le radioécouteur est clarifié[4].
- 1925 : Création de l'Union Internationale des Amateurs de TSF
- Le 6 juin 1928: Avec un cerf-volant porte-antenne pour la réception des ondes radioélectriques sur 500 kilohertz, le radioécouteur russe  Николай Рейнгольдович Шмидт (Nikolai Reinhold Shmidt) entend le SOS des survivants du dirigeable Italia et alerte les secours.
- Au XXIe siècle, il n'y a plus de redevance concernant la réception radiotéléphonique.

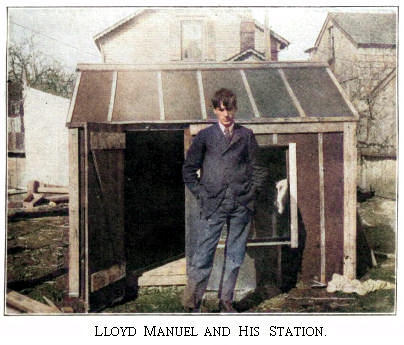
SWL radioécouteur en 1906 devant sa station d'écoute qu'il a construite.
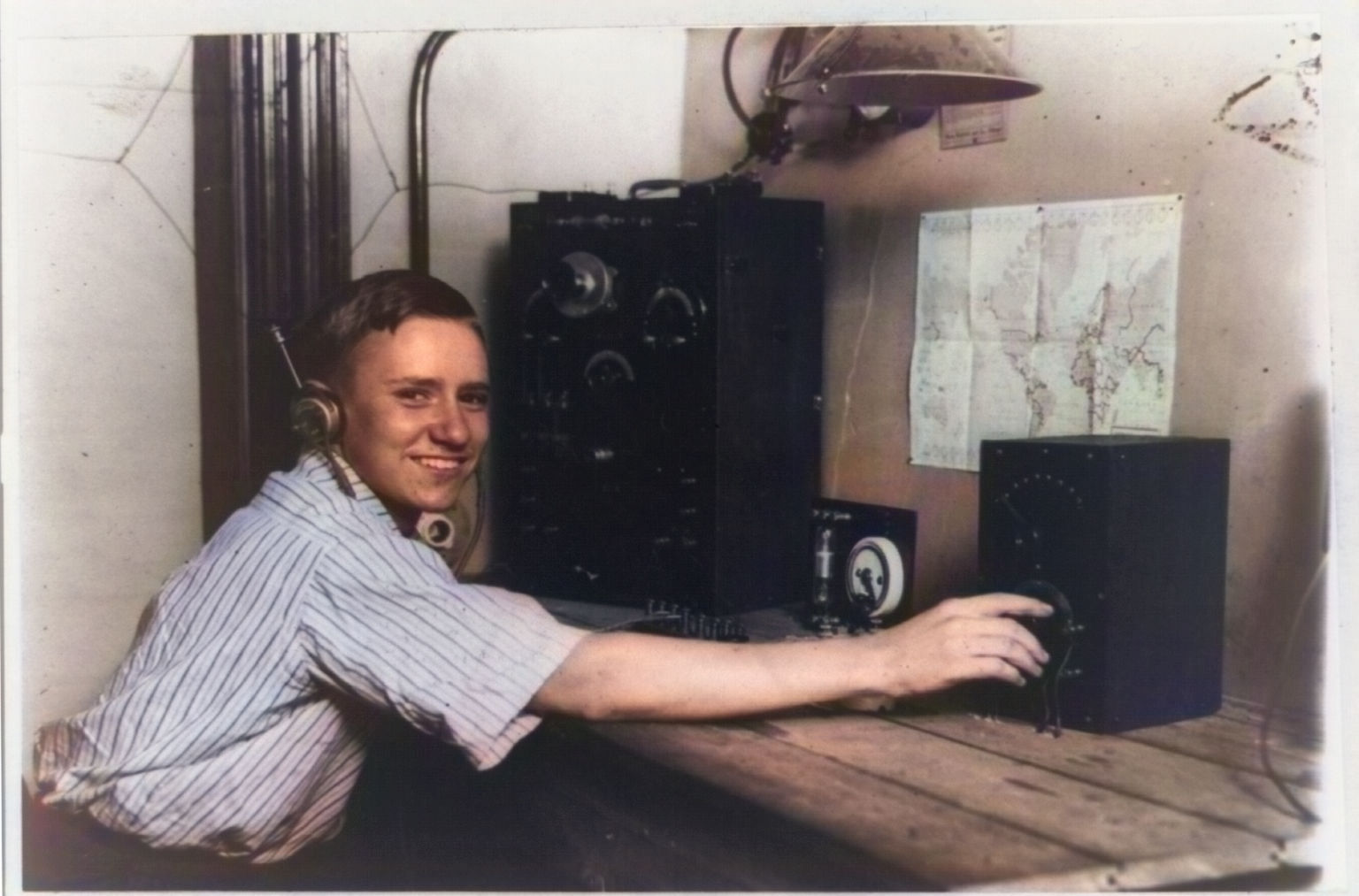
SWL radioécouteur de quatorze ans avec l'équipement qu'il a construit.
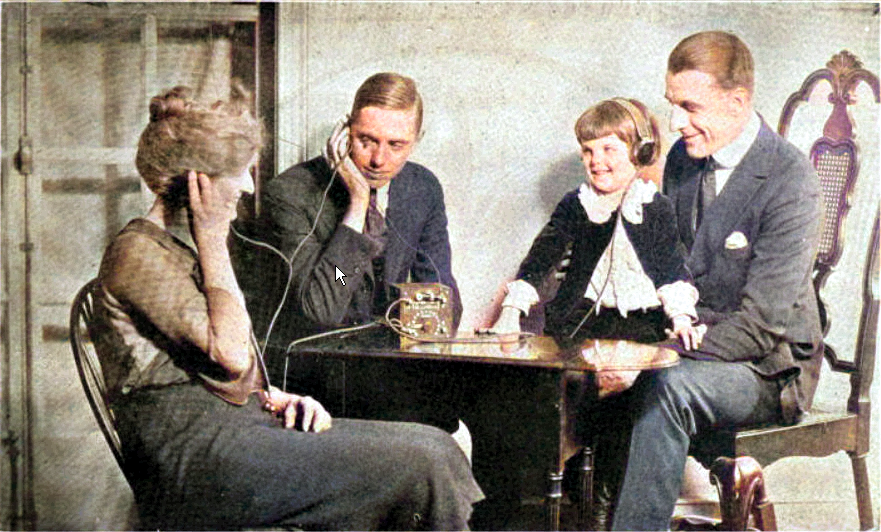
Poste de radio à cristal sur la table et écouteurs de radiodiffusions en 1920.
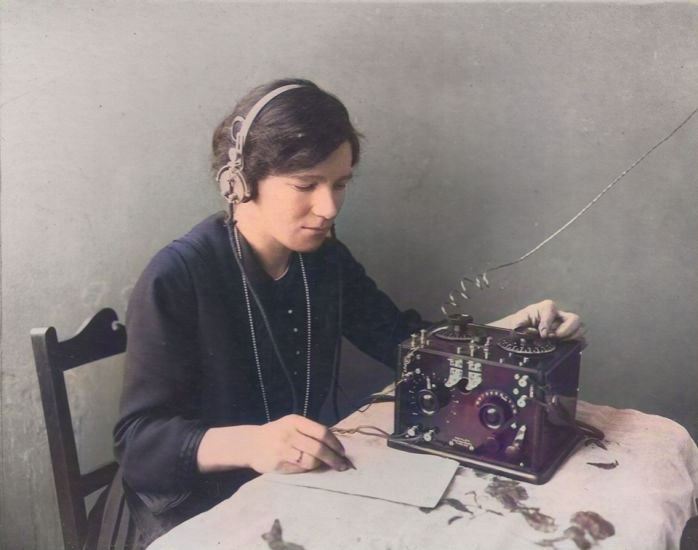
SWL YL Florence Violet McKenzie en 1922.
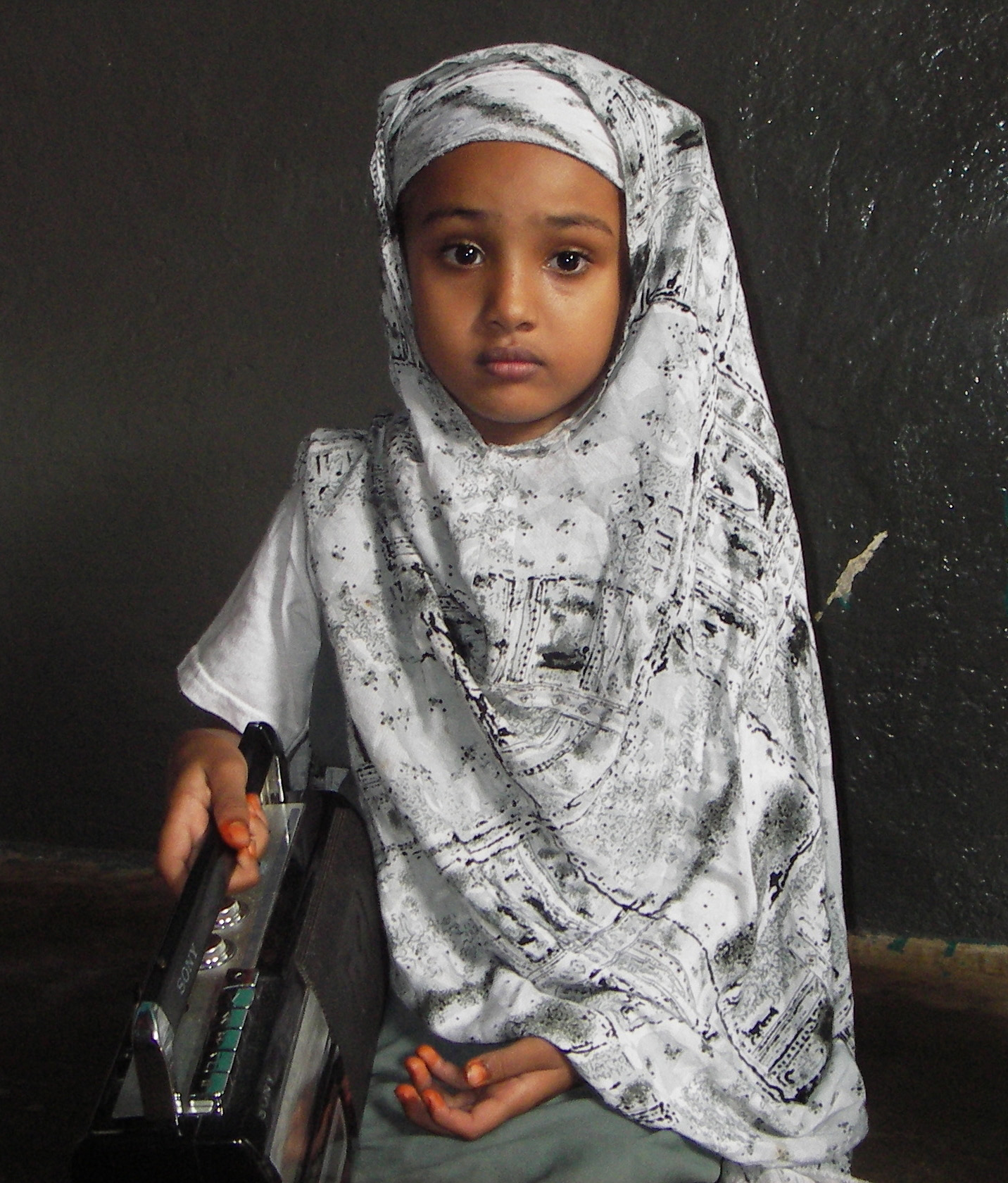
SWL YL Najmo, âgée de 8 ans à Mogadiscio.
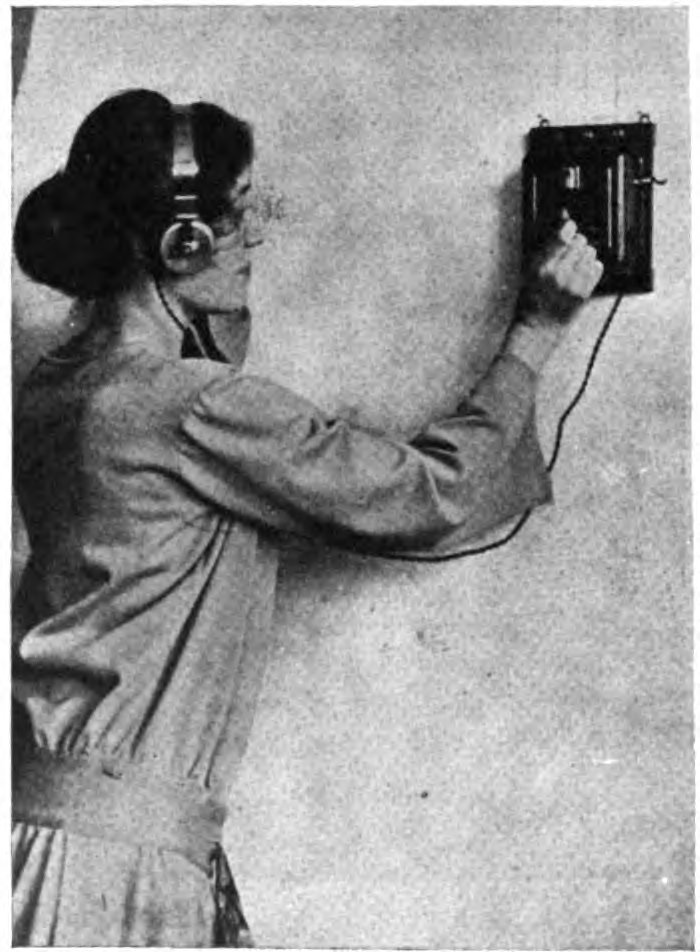
SWL YL Femme écoutant la Tour Eiffel en 1923.
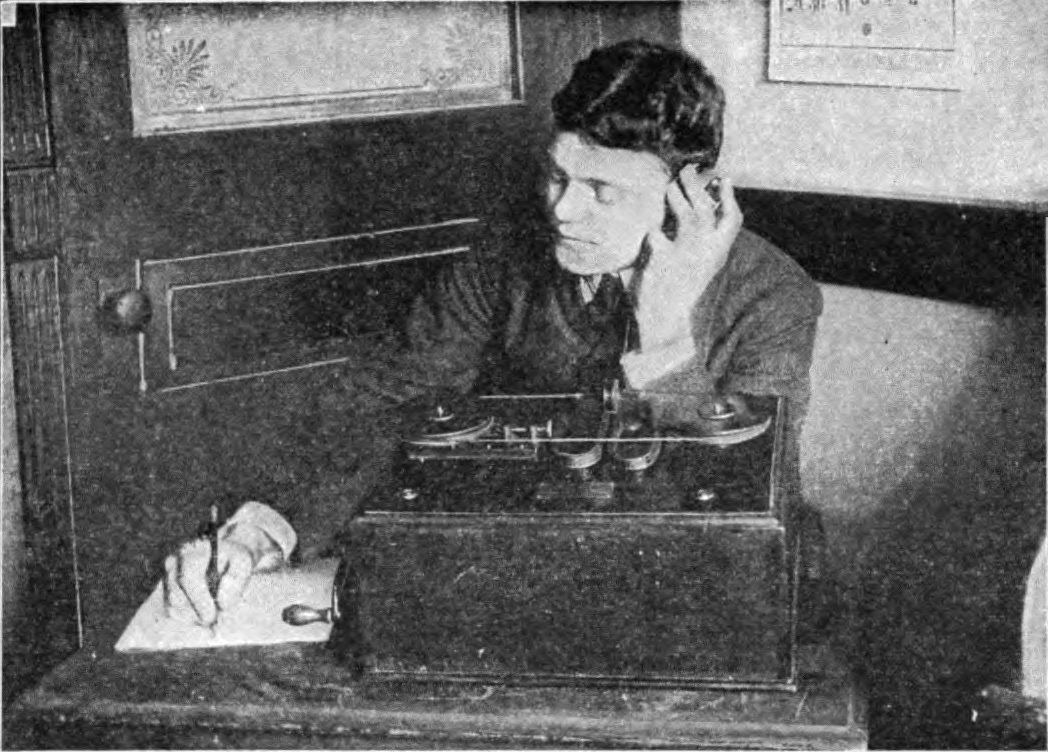
Radioécouteur avec poste à détecteur magnétique

## Devenir radioécouteur

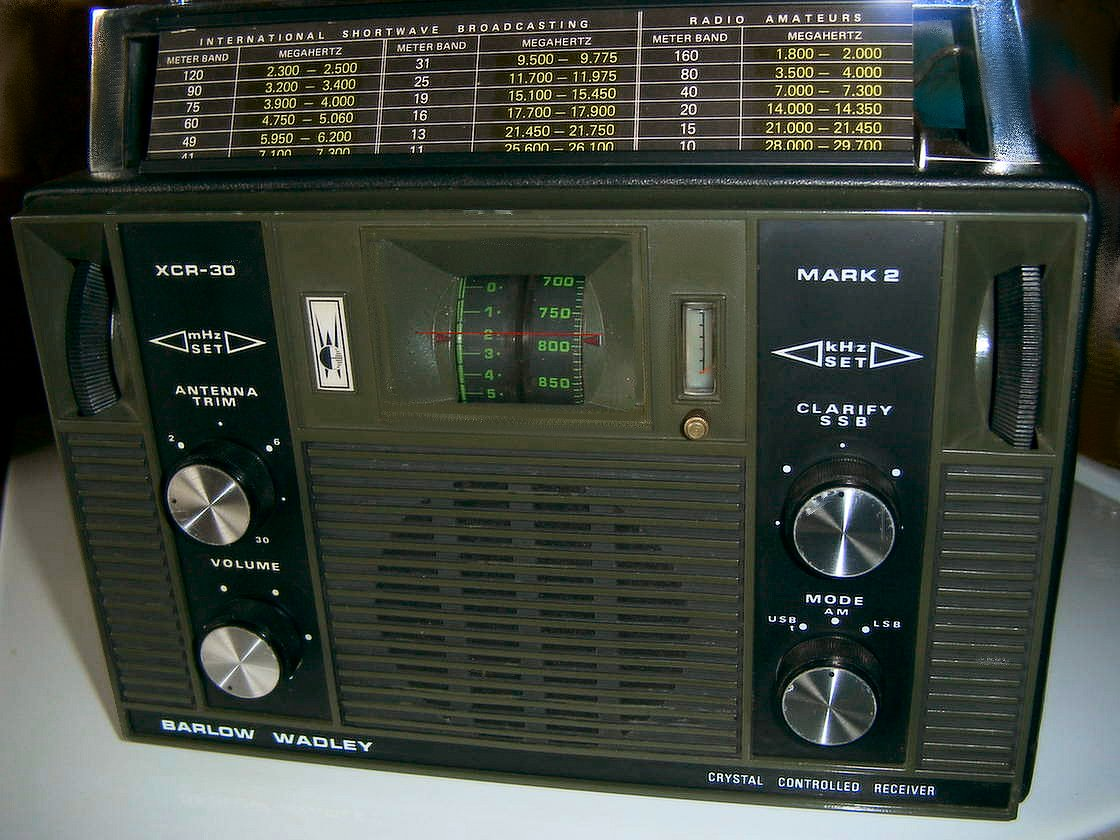
Radio ondes courtes.

Un radioécouteur peut débuter à moindre coût grâce à des postes de radio ordinaires valant 20 à 30 euros. L'écoute de la radiodiffusion en ondes courtes nécessite généralement un poste disposant d'un sélecteur numérique de fréquences et non d'un simple bouton rotatif.
Les plus passionnés investissent parfois dans des récepteurs coûtant plusieurs milliers d'euros qui couvrent une très vaste plage de fréquences, entre 9 kHz et 3 000 MHz dans certains cas, et dans tous les modes de diffusion, AM, FM, mais aussi BLU pour l'écoute des radioamateurs et des stations radiomaritimes.

### Radiodiffusion
La radiodiffusion en ondes courtes est utilisée par les radios internationales, qui proposent leurs programmes dans différentes langues à différents horaires.
Bandes de Radiodiffusion Haute fréquence et de la bande des 120 mètres
- Bande des 120 mètres : 2 300 kHz-2 550 kHz
- Bande des 90 mètres : 3 150 kHz-3 450 kHz
- Bande des 75 mètres : 3 850 kHz-4 050 kHz
- Bande des 60 mètres : 4 700 kHz-5 150 kHz
- Bande des 49 mètres : 5 750 kHz-6 200 kHz
- Bande des 41 mètres : 7 200 kHz-7 400 kHz
- Bande des 31 mètres : 9 400 kHz-10 050 kHz
- Bande des 25 mètres : 11 500 kHz-12 200 kHz
- Bande des 22 mètres : 13 500 kHz-13 900 kHz
- Bande des 19 mètres : 14 950 kHz-15 700 kHz
- Bande des 16 mètres : 17 400 kHz-18 000 kHz
- Bande des 13 mètres : 21 300 kHz-21 950 kHz
- Bande des 11 mètres : 25 600 kHz-26 100 kHz

### Technique

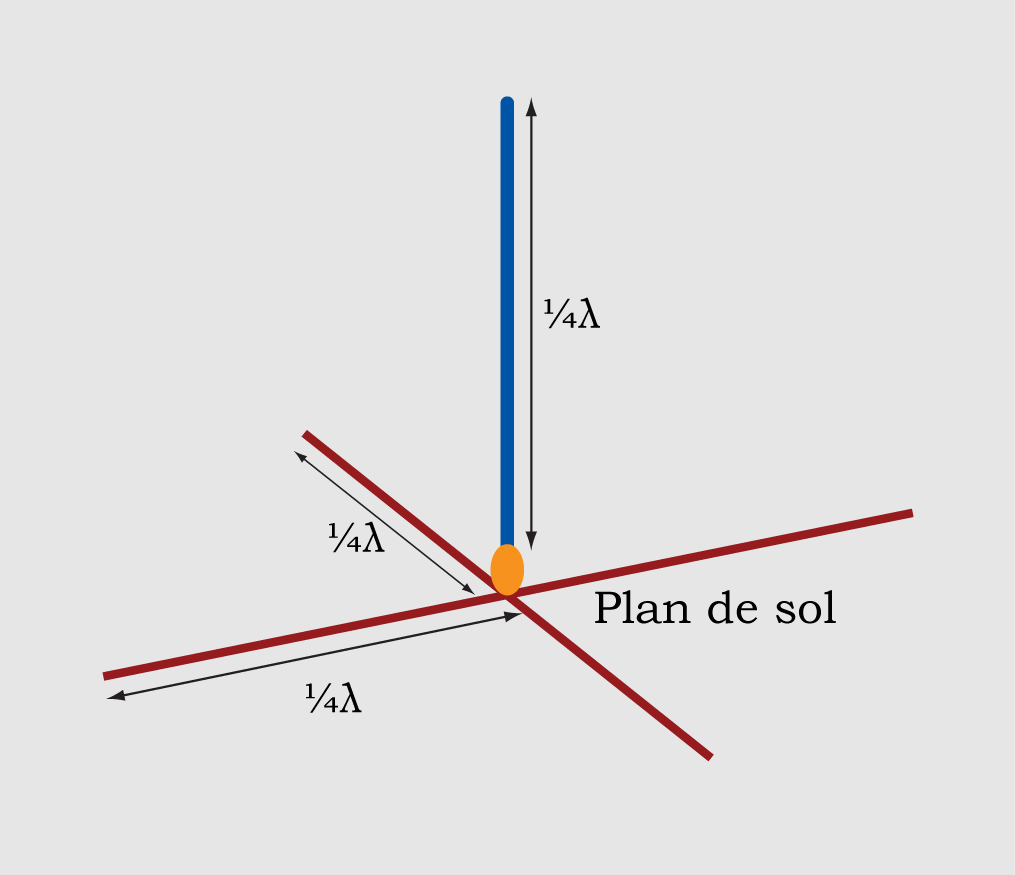
Antenne ground plane en quart d'onde.

Une fois dotés d'un récepteur radio, les radioécouteurs amateurs bricolent souvent eux-mêmes une antenne avec un long fil tendu au travers de la pièce ou sur le toit de leur domicile.
La longueur de l'antenne est déterminée par la formule longueur=300/fréquence(MHz), afin d'optimiser la réception. Ainsi pour 14 MHz (bande des 20 mètres) la longueur de l'antenne est généralement de 20 mètres, et pour 3,5 MHz (bande des 80 mètres), elle est de 80 mètres.
Des antennes dipôle demi-onde sont parfois confectionnées en coupant en deux un fil électrique de longueur d'onde divisé par deux, et en reliant chaque bout à l'âme et à la tresse d'un câble coaxial. Pour 14 MHz, un fil électrique de 10 mètres coupé en son centre convient à ce genre d'utilisation.
Pour des dimensions plus petites, une antenne ground plane de 1/4 onde peut être construite avec une tige verticale de longueur d'onde divisée par 4, reliée à l'âme d'un câble coaxial, et quatre tiges de même longueur reliées à la tresse, formant un X sous cette première tige.

### L'écoute

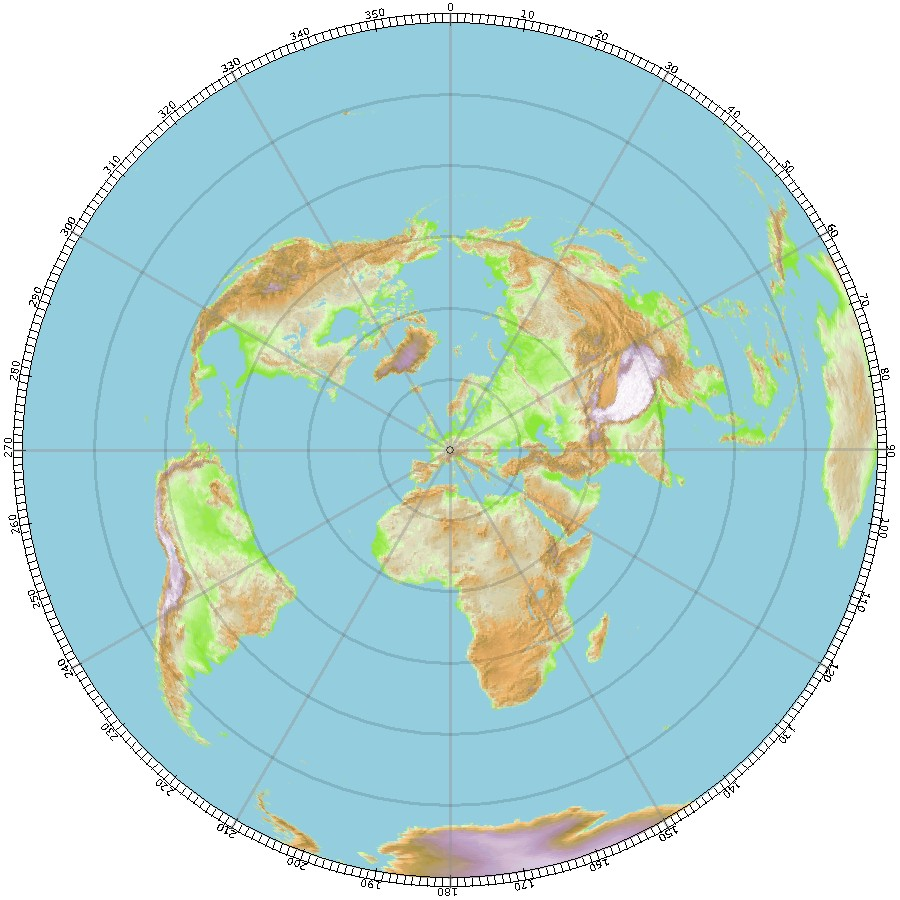
Carte azimutale.

En ondes courtes (ou HF), les possibilités d'écoute des radiocommunications sont nombreuses.
Pour l'écoute des bandes radioamateurs, les bandes les plus utilisables sont :
- pour l'écoute en bande latérale inférieure « LSB » des contacts nationaux entre tous les interlocuteurs :
 la bande des 40 mètres 7 000 kHz en journée, 
 la bande des 80 mètres 3 500 kHz le matin et le soir ;
- pour l'écoute en bande latérale supérieure « USB » des contacts avec le monde (mais une partie des interlocuteurs ne seront pas entendus par la propagation) :
 bande des 20 mètres 14 000 kHz, 
bande des 17 mètres 18 100 kHz, 
bande des 15 mètres 21 000 kHz ;
- puis pour l'écoute des contacts locaux : la bande des 2 mètres 145,000 MHz en modulation de fréquence « FM » et quelquefois en bande latérale unique « bande latérale supérieure USB ».

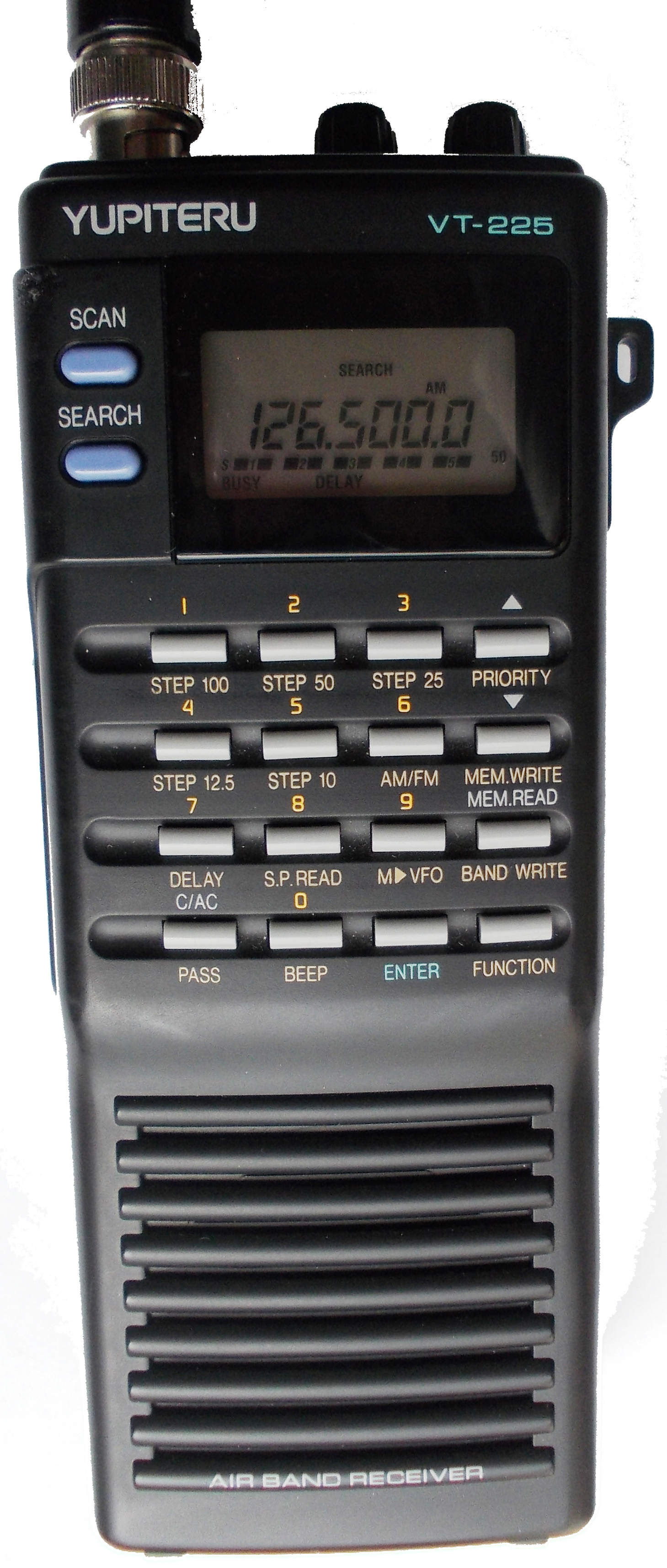
L'écoute de la météo aéronautique de Paris Orly.

La navigation aérienne est également un domaine qui intéresse le radioécouteur. Les contrôles aériens, la météorologie aéronautique ATIS, VOLMET de tous les continents sont actifs toute la journée au gré de la propagation et des flux des jets sur fond de SELCAL sur la bande HF et sur la bande VHF.
Par exemple l'écoute en modulation d'amplitude des canaux inter-pilotes :
- La fréquence 123,450 MHz est pour des communications air-air entre les aéronefs en vol, l'échange d’information opérationnelle, rapports de position réguliers aux aéronefs en vol au-dessus de zones hors de portée des stations VHF au sol, (Inter-pilotes) (et lors de vols en formation par exemple) [5],[6],[7]
- La fréquence 123,500 MHz Auto-informations entre aéronefs dans le circuit d'approche/départ ou circulant en dessous de 500 ft, le tout dans un secteur d'aérodrome non contrôlé dépourvu d'une fréquence assignée [5].
- Inter-ballons libres, montgolfières, clubs: 122,250 MHz[8]
- Inter-vol à voile, inter-planeurs, clubs: 122,500 MHz[9]
- Inter-hélicoptères, clubs d’hélicoptères: 123,050 MHz[10]
- Inter-vol libre, deltaplane, parapente: 143,987 5 MHz en modulation de fréquence[11]

Les bulletins météo des stations portuaires, les annonces de sécurité pour les navigateurs, les bulletins Navtex, les FAX sont autant de moyens d'information disponibles pour les activités maritimes à travers le monde.
Les liaisons duplex avec les navires, le trafic chalutiers ou navires de commerce « navire à navire », sont choses courantes.
Le radioécouteur recherche certaines situations exceptionnelles : un sauvetage en pleine tempête, une intervention à caractère humanitaire dans une région conflictuelle, un accident cardio-vasculaire d'un passager sur long courrier en sont quelques exemples.
L'écoute des tops des stations radioélectriques d'émission précise d’horaire exact à des fins scientifiques et d’étalonnage et des stations HF d'information aéronautique VOLMET (et d'ATIS HF d'Afrique) donnent de très bonnes conditions de propagation en onde courte et une bonne comparaison d'essai d'antenne radioélectrique d'écoute.

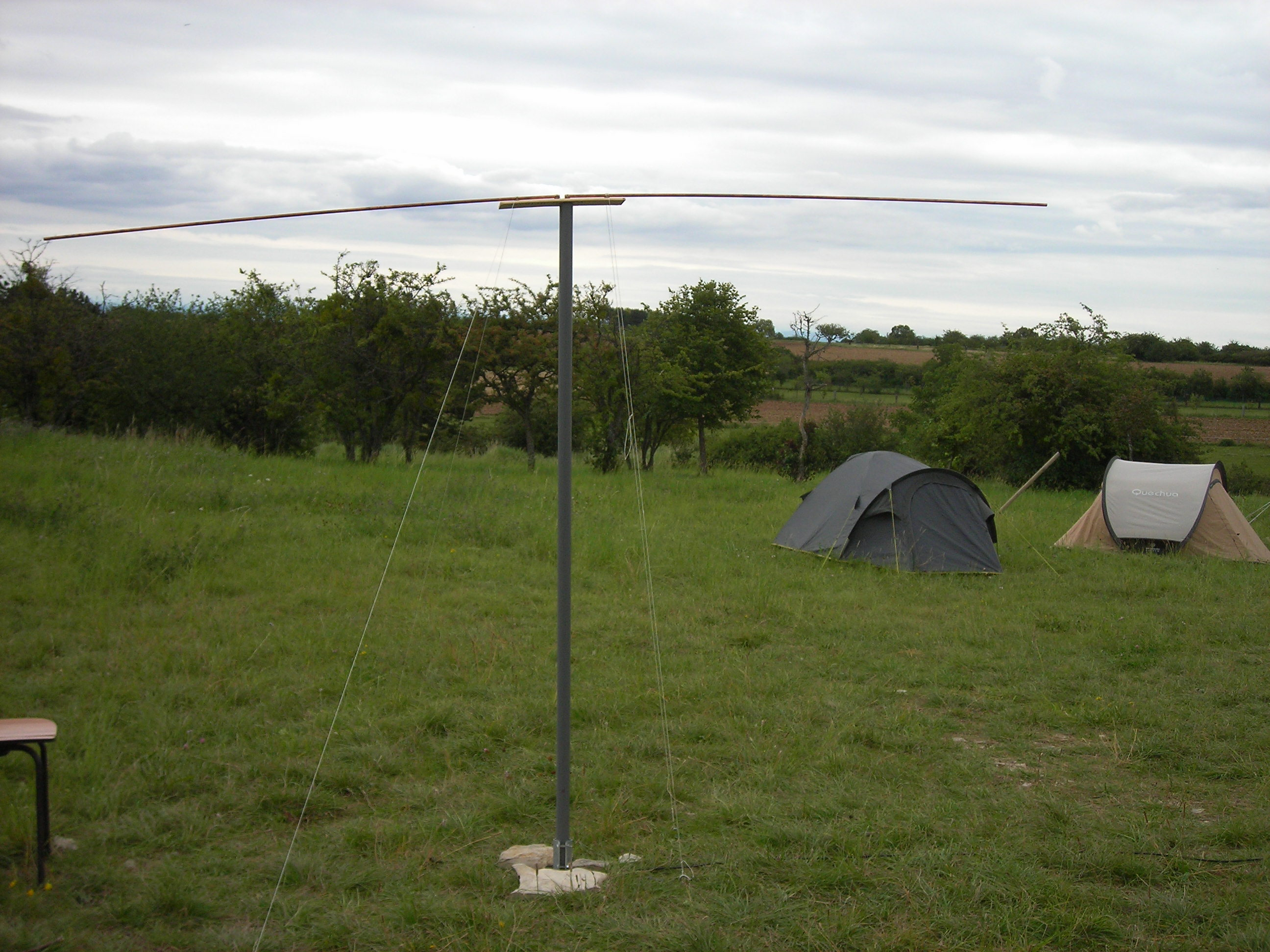
Antenne-dipole de radiotélescope VHF (25/75 MHz)

Outre les ondes courtes, certains SWL réussissent à intercepter des communications entre la station spatiale internationale ISS et la Terre, ou la navette spatiale américaine. Certains passionnés écoutent les phénomènes physiques comme la Radioastronomie amateur, les aurores boréales et les bruits cosmiques,, dont le bruit radio-électromagnétique de la planète Jupiter en AM sur la fréquence de 21,860 MHz (bruit de petites vagues rapides) avec ci-présent le filtre de réception en large bande.
Les amateurs de Formule 1 utilisent des récepteurs pour intercepter les communications entre les coureurs et les stands. Il existe des radioécouteurs qui se spécialisent dans la réception de télévisions étrangères avec de simples antennes râteau.
Liaison EME terre lune terre
Il est possible de recevoir les émissions radio par réflexion sur la lune avec un préamplificateur d'antenne faible bruit d'un gain +30 dB ou plus alimenté par un groupe d'antennes Yagi à grand gain ou une antenne parabolique de réception de gain de +35 dB ou plus pointée vers la lune.
Tableau de d'affaiblissement électromagnétique par réflexion sur la lune "EME" et en fonction des fréquences.
| Fréquences                                                 | Atténuation (dB) |
| ---------------------------------------------------------- | ---------------- |
| Bande 50,000 à 50,020 MHz                                  | 243              |
| Bande 144,000 à 144,035 MHz et Bande 144,120 à 144,160 MHz | 252              |
| Bande 432,000 à 432,025 MHz                                | 262              |
| Bande 1 296,000 à 1 296,025 MHz                            | 271              |
| Bande 2 320,000 à 2 320,025 MHz                            | 276              |
| Fréquence d’appel 10,368 GHz                               | 289              |
| Fréquence d’appel 24,048 2 GHz                             | 306              |

### Radioécouteur et radioamateur

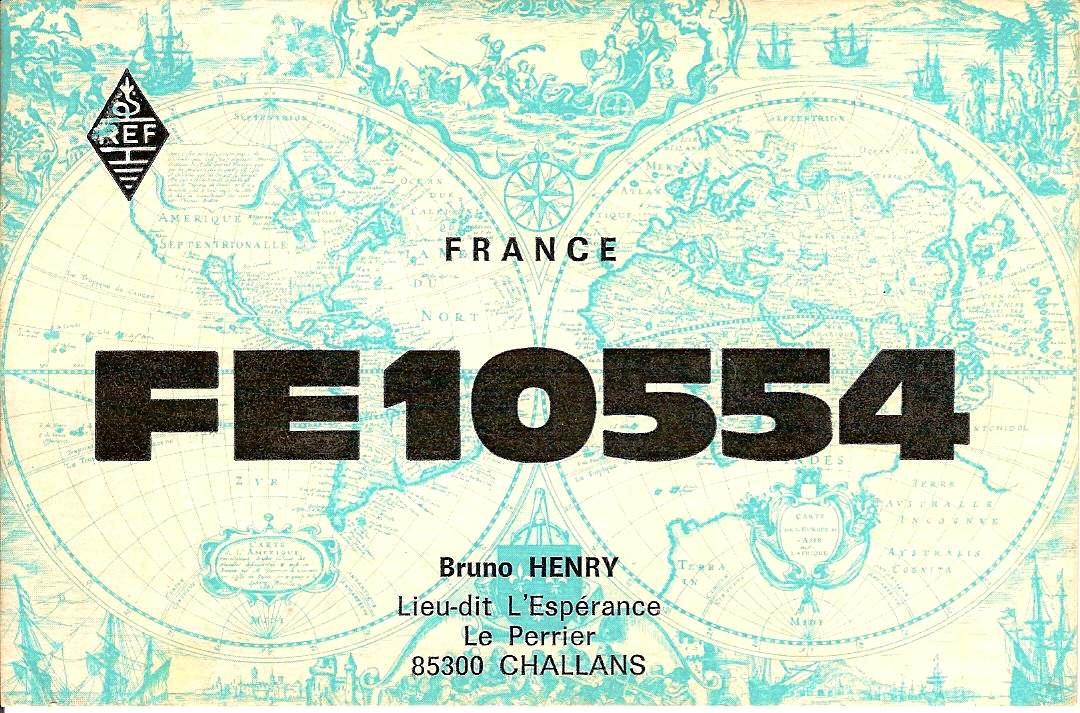
Carte QSL d'un radio écouteur.

Bien souvent les écouteurs ou SWL (Short Wave Listener) écoutent les ondes courtes (HF, VHF) durant quelques mois ou quelques années tout en préparant l'examen d'un certificat d'opérateur du service amateur.
Une fois en possession de leur licence, ils abandonnent leur indicatif d'écouteur.
Lorsque les écouteurs souhaitent échanger des QSL avec des radioamateurs ou des stations de radiodiffusion, ils doivent obtenir un indicatif.
Celui-ci diffère de ceux attribués aux radioamateurs. Par exemple : F1ABC est un indicatif radioamateur français, F12345 est un indicatif d'écouteur français, ONL12345 est un indicatif d'écouteur belge (L pour Listener).

### QSL et rapport d'écoute

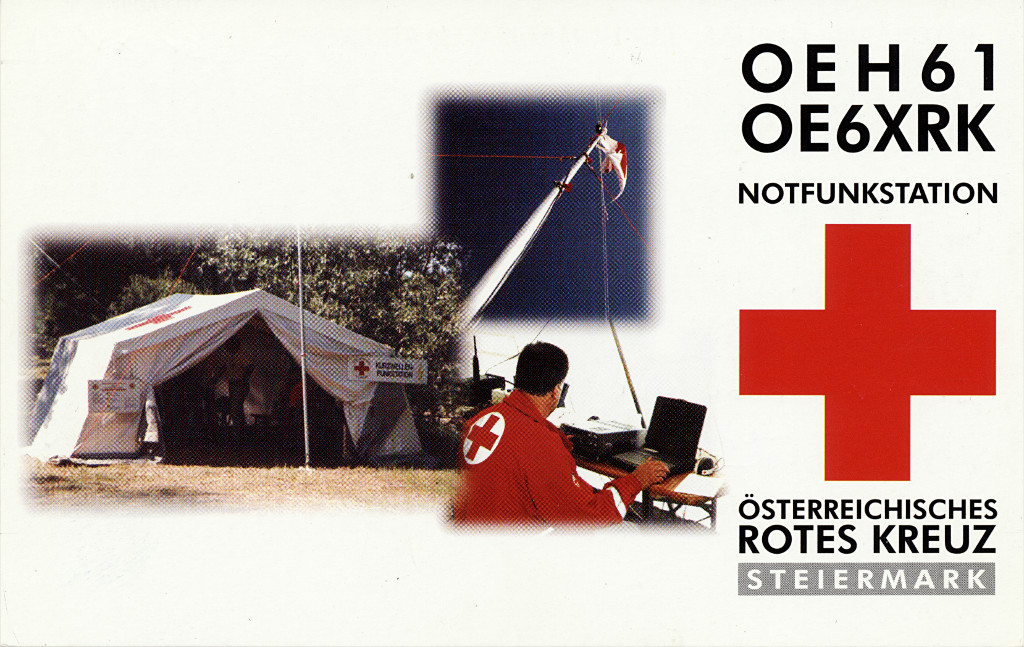
Carte QSL de la station radio OEH61 et OE6XRK de la Croix-Rouge autrichienne.

Les cartes QSL ou les rapports d'écoute sont soit envoyés directement par la poste au destinataire aux frais de l'expéditeur (pour faciliter les échanges internationaux urgents par courrier postal le coupon-réponse international permet à l'expéditeur de recevoir une réponse plus rapide lorsque le destinataire est à l'étranger en lui fournissant le timbre du retour) ou vers un radioamateur plus généralement par le biais du «service QSL » de l'association radioamateur dont le radioécouteur est membre. Dans ce cas on parle de « QSL via bureau » (ou buro). Ce service est beaucoup plus lent que la poste mais il est gratuit. En France, ce service est principalement assuré par le Réseau des émetteurs français .

### Antenne d'écoute

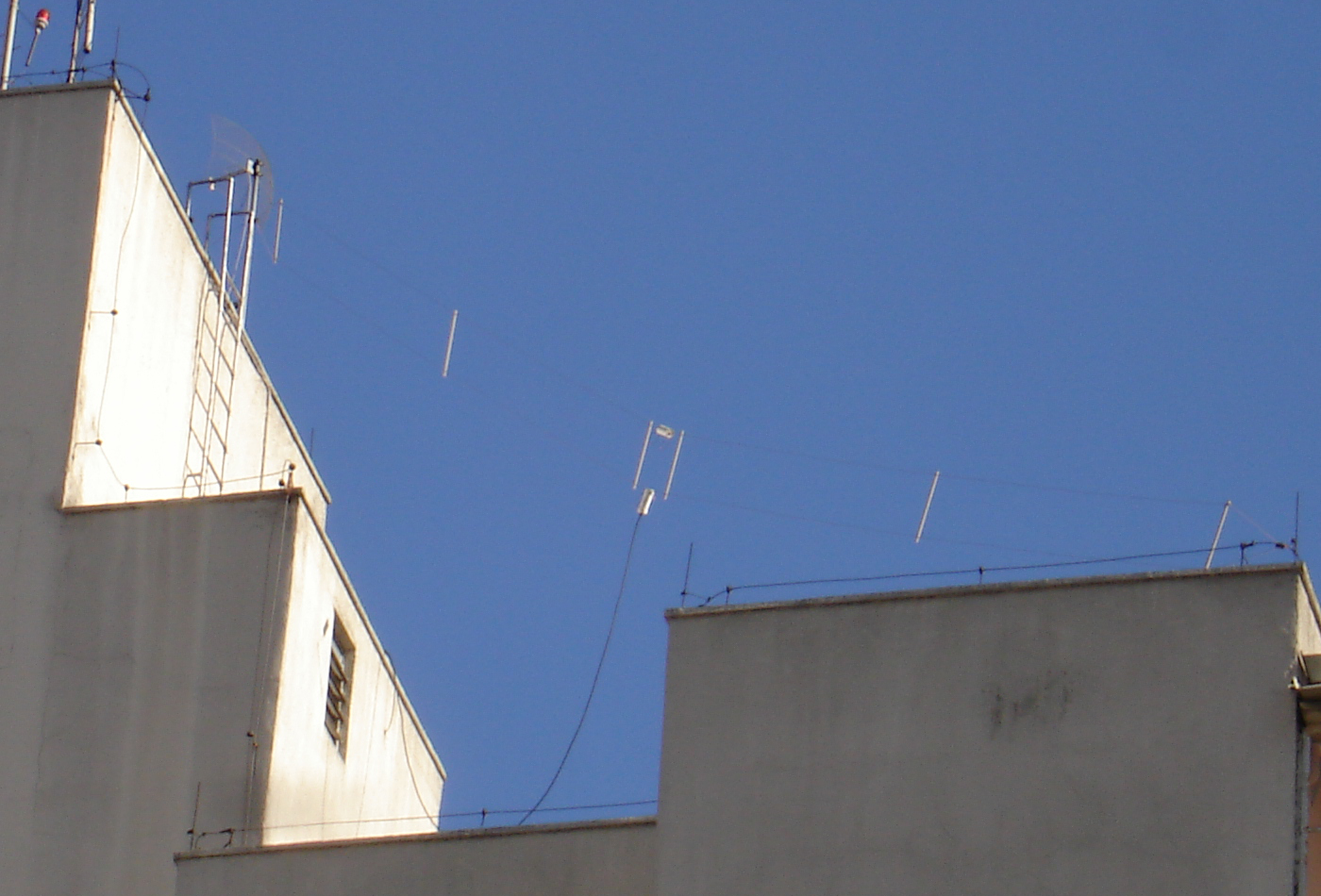
Antenne W3HH ou T2FD, couvrant la bande 5-30 MHz sans réglage.

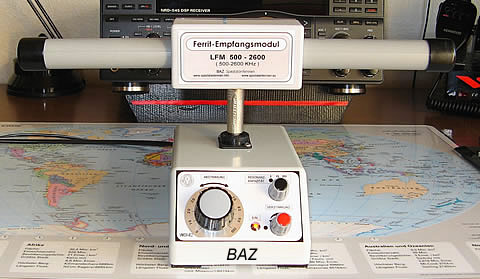
Antenne ferrite de réception d'ondes moyennes

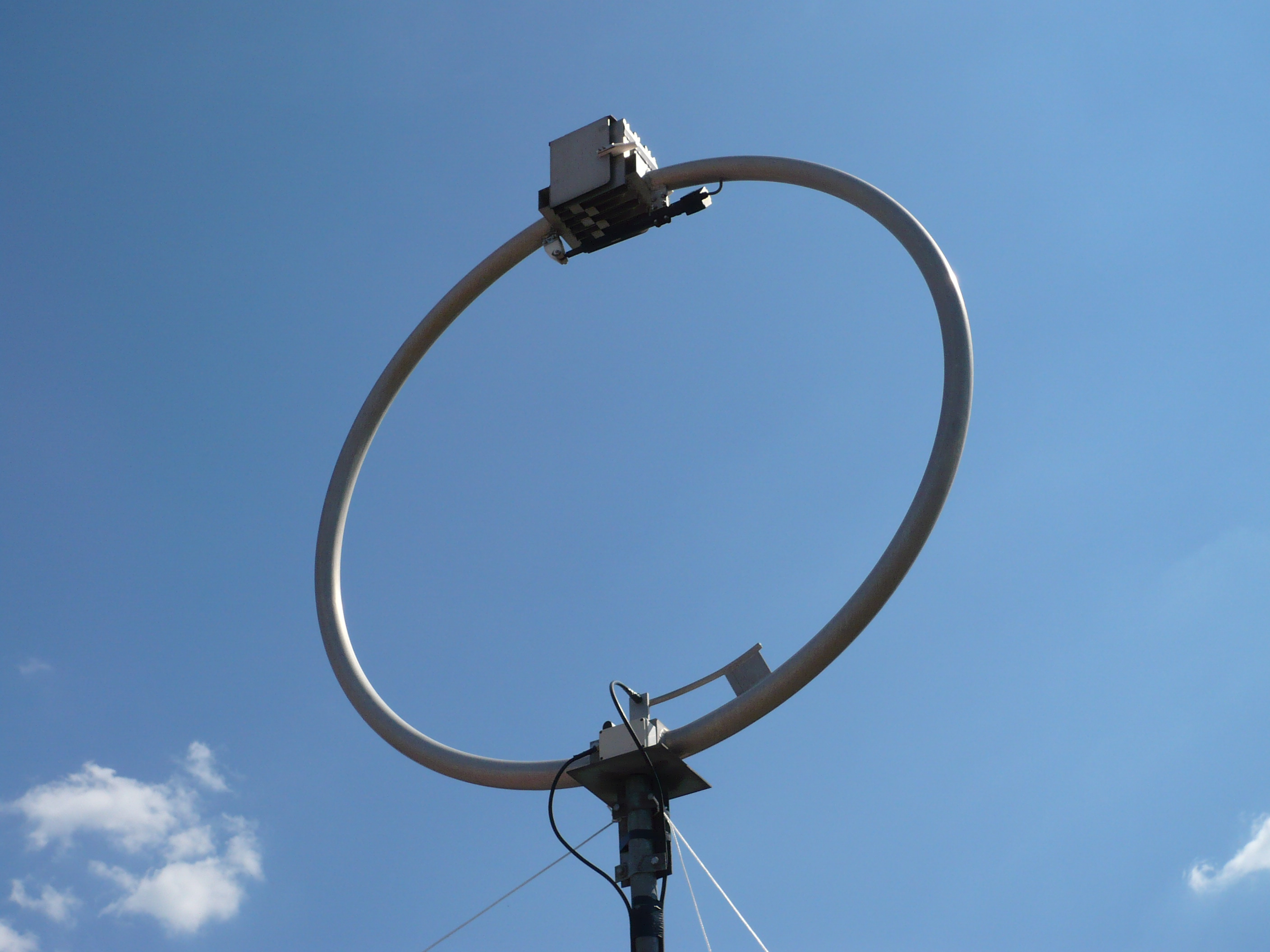
Antenne cadre 1.75–30 MHz.

La dimension d'une antenne est directement liée à la longueur d'onde du signal à transmettre, ou plus exactement à la moitié de cette longueur d'onde.
Les antennes les plus utilisées sur cette bande sont :
- Antenne cadre
- Antenne Navtex : 490 kHz, 518 kHz (Réception unique)[19]
- Antenne en L
- Antenne en T
- Antenne long-fil ou antenne « fil »
- Antenne Beverage
- Antenne biconique
- Antenne fouet à capacité terminale
- Antenne fouet hélicoïdale
- Antenne fouet à bobine
- Antenne fouet cerf-volant
- Antenne radioélectrique, qui pour être efficace est longue d'une demi-onde (de plusieurs centaines de mètres). Elle peut être soutenue par un cerf-volant porte antenne de type stationnaire ou par un ballon porte antenne[20] pour la réception des ondes radioélectriques des basse fréquence et moyenne fréquence.
- Les antennes actives ou les boucles magnétiques, de volume plus réduit, fonctionnent correctement en réception.
- À la réception l'antenne T2FD est très appréciée pour son faible niveau de bruit, comparé à  l'antenne verticale et le bruit atmosphérique et le bruit radio dans la zone de convergence intertropicale  est atténué et l'ont rendu très populaire sous les tropiques et dans le monde professionnel des radiocommunications ondes courtes et pour la bande 1,605 MHz à 4 MHz.

## Radiogoniométrie

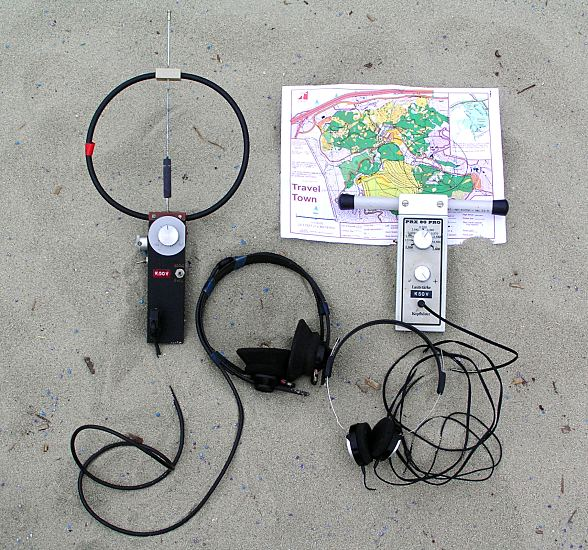
Antenne cadre 3.5 MHz, récepteur, et des accessoires utilisés dans la radiogoniomètrie.

La radiogoniométrie sportive également appelée « chasse au renard » est une course d'orientation chronométrée qui combine à la fois les techniques de la radio-localisation, l'utilisation de cartes topographiques et l'usage d'une boussole. Il s'agit de trouver des balises radioélectriques à l'aide d'un équipement de radiogoniométrie composé essentiellement d'un récepteur radio, d'atténuateurs et d'une antenne directive.
En radiogoniométrie sportive on utilise des fréquences radioélectriques dans les bandes des 80 mètres et des 2 mètres, ceci parce que ces bandes sont disponibles pour tous les radioécouteurs, quel que soit leur pays.

## Législations
La redevance audiovisuelle est une taxe prélevée auprès des auditeurs et téléspectateurs, qui a pour objet le financement partiel ou principal des antennes publiques de radiodiffusion et de télévision.
La radiodiffusion est l'émission de signaux par l'intermédiaire d'ondes électromagnétiques destinées à être reçues directement par le public en général et s'applique à la fois à la réception individuelle et à la réception communautaire. Ce service peut comprendre des émissions sonores, des émissions de télévision ou d'autres genres d'émission,,. Il s'agit d'une forme de radiocommunication.
Le radioécouteur n'a pas l'obligation de posséder une autre licence supplémentaire mais doit faire face à quelques obligations théoriques :
- la détention de récepteurs autorisés par la loi, la plupart des récepteurs sont en principe soumis à une autorisation[24],[25] mais néanmoins tolérés en vente libre partout en Europe ;
- la confidentialité des communications (de par la loi, il a interdiction de divulguer le contenu des conversations entendues excepté en radiodiffusion, ceci étant valable pour la plupart des utilisateurs de systèmes radio)[26].